# Funhouse (film)
För andra betydelser, se Funhouse (olika betydelser).
Funhouse är en svensk-kanadensisk skräckfilm från 2019. Filmen är regisserad av Jason William Lee som även skrivit manuset. Filmen är producerad av Henrik Santesson och Michael Gyori.
Filmen hade svensk biopremiär den 25 september 2020, utgiven av SF Studios. Filmen gick upp på 74 biografer och 196 föreställningar under premiärhelgen. Den svenska biopremiären hade skjutits upp på grund av covid-19-pandemin, och när filmen hade biopremiär i Sverige hade den redan släppts i Ryssland, Japan, Belgien, Taiwan och Nederländerna. 2023 har filmen sålts till 30 länder, däribland USA, Sydkorea, Spanien och Italien.  

## Handling
Filmen handlar om den slitna körsångaren Kasper (Valter Skarsgård). Han bjuds in att, tillsammans med sju andra c-kändisar från runt om världen, tävla i programmet Funhouse. Funhouse är ett webbsänt realityprogram där vinnaren kammar hem prisumman på 5 miljoner dollar. Den första utmaningen slutar dock inte med inte att en person blir enbart utröstad utan mördad.

## Rollista (i urval)
- Valter Skarsgård – Kasper Nordin
- Khamisa Wilsher – Lonni Byrne
- Christopher Gerard – James Malone
- Karolina Benefield – Ula La More
- Amanda Howells – Cat Zim
- Gigi Saul Guerrero – Ximena Torres
- Mathias Retamal – Dex Souza